# Toray Pan Pacific Open 1989
Toray Pan Pacific Open 1989 — жіночий тенісний турнір, що проходив на закритих кортах з килимовим покриттям Токійського палацу спорту в Токіо (Японія). Належав до турнірів 4-ї категорії в рамках Туру WTA 1989. Тривав з 31 січня до 5 лютого 1989 року. Перша сіяна Мартіна Навратілова здобула титул в одиночному розряді.

## Фінальна частина

### Одиночний розряд
Мартіна Навратілова —  Лорі Макніл 6–7(3–7), 6–3, 7–6(7–5)
- Для Навратілової це був 4-й титул за сезон і 285-й — за кар'єру.

### Парний розряд
Катріна Адамс /  Зіна Гаррісон —  Мері Джо Фернандес /  Клаудія Коде-Кільш 6–3, 3–6, 7–6(7–5)
- Для Адамс це був 1-й титул за рік і 5-й — за кар'єру. Для Гаррісон це був 1-й титул за рік і 18-й — за кар'єру.